# Guizygiella nadleri
Guizygiella nadleri är en spindelart som först beskrevs av Stefan Heimer 1984.  Guizygiella nadleri ingår i släktet Guizygiella och familjen käkspindlar. Inga underarter finns listade i Catalogue of Life.